# Smeltepunkt
Smeltepunkt er den temperatur, hvor et stof går fra fast form til flydende form.
Smeltepunkt kaldes også TS.
Betragter man den modsatte proces (flydende form til fast form) bruges betegnelsen frysepunkt. Vands smeltepunkt/frysepunkt ligger f.eks. på 0 grader celsius. 
Renheden af et stof kan bestemmes ved at afprøve stoffets teoretiske frysepunkt overfor dets reelle. For eksempel har vand med et højt saltindhold et lavere frysepunkt – dette udnyttes, som bekendt, om vinteren, når der spredes salt på vejene for at undgå, at vandet derpå fryser til is. 

## Tabel over smeltepunkter og fortætningspunkter
Tabel over smeltepunkter og fortætningspunkter for nogle materialer, sorteret efter temperatur:
| Materiale                       | Smeltepunkt og fortætningspunkt (°C) | Smeltepunkt og fortætningspunkt (Kelvin) | Tryk (atmosfære) | Bemærkninger                                                                          |
| ------------------------------- | ------------------------------------ | ---------------------------------------- | ---------------- | ------------------------------------------------------------------------------------- |
| Optimal sammensætning af Hf-C-N |                                      | estimeret 4150 (graf) eller 4400 (tekst) |                  | kilde                                                                                 |
| Carbon C                        | 3642                                 | 3915                                     |                  | Carbon går ved atmosfæriske tryk direkte fra faststof til gasform (sublimerer).       |
| Wolfram W                       | 3422                                 | 3695                                     |                  |                                                                                       |
| Rhenium Re                      | 3186                                 | 3459                                     |                  |                                                                                       |
| Bly Pb                          | 327,46                               |                                          |                  |                                                                                       |
| D2O                             | 3,82                                 | 276,97                                   | 1                | D2O kaldes også tungt vand/tung is.                                                   |
| H2O                             | 0                                    | 273,15                                   | 1                | Destilleret vand/is.                                                                  |
| Hydrogen-2, deuterium D         | -254,42                              |                                          |                  | Lidt (0,0026 – 0,0184%) af verdens hydrogen er hydrogen-2.                            |
| Hydrogen-1, protium H-1         | −259,16                              | 13,99                                    |                  | Det meste af verdens hydrogen er hydrogen-1.                                          |
| Helium-3 He-3                   |                                      | under 3,19                               |                  | Lidt af verdens helium er helium-3. Helium-3 koger ved 3,19 K.                        |
| Helium-4 He-4                   | under –271,17                        | under 2,17                               |                  | Det meste af verdens helium er helium-4. Helium-4 bliver superflydende ved –271,17°C. |